# Naoki Mori (Fußballspieler, 1977)
Naoki Mori (japanisch 森 直樹 Mori Naoki; * 21. November 1977 in der Präfektur Saitama) ist ein ehemaliger japanischer Fußballspieler.

## Karriere
Mori erlernte das Fußballspielen in der Schulmannschaft der Musashi Ogose High School und der Universitätsmannschaft der Doto-Universität. Seinen ersten Vertrag unterschrieb er 2000 bei den Cerezo Osaka. Der Verein spielte in der höchsten Liga des Landes, der J1 League. Am Ende der Saison 2001 stieg der Verein in die J2 League ab. Für den Verein absolvierte er 13 Spiele. 2003 wechselte er zum Ligakonkurrenten Mito HollyHock. Für den Verein absolvierte er 81 Spiele. Ende 2005 beendete er seine Karriere als Fußballspieler.

## Erfolge
Cerezo Osaka
- Kaiserpokal

Finalist: 2001